# Can Poca-roba
Can Poca-roba és una masia de Sant Pere de Torelló (Osona) protegida com a Bé Cultural d'Interès Local.

## Descripció
Can Poca Roba o també conegut com a mas Pujol, és un petit mas situat a l'extrem est del terme de Sant Pere de Torelló, prop de Campamar, a tocar el terme de Santa Maria de Corcó, però que es pot considerar pertanyent encara al llogaret de Sant Andreu de la Vola, veïnat de Baix. La casa presenta planta composta per dos rectangles confrontants, amb algun cobert afegit i està formada per planta baixa (antigues quadres) i primer pis (habitatge).
En les escriptures consta com a can Pujol però també se l'anomena amb el motiu de can Poca Roba. Prop seu hi ha unes runes d'un altre mas de nom desconegut.